# Bitwa o Rygę (1919)
Bitwa o Rygę – walki między Zachodnią Armią Ochotniczą pod dowództwem Pawła Bermondta-Awałowa a siłami zbrojnymi Republiki Łotewskiej, wspieranymi przez Wielką Brytanię, stoczone między 8 a 19 października 1919 r. Celem Bermondta-Awałowa było opanowanie łotewskiej stolicy, a następnie całości ziem łotewskich, by uczynić z nich bazę wypadową do dalszej walki z Rosją Radziecką. Natarcie Zachodniej Armii Ochotniczej zostało powstrzymane na linii Dźwiny. Udana obrona Rygi jesienią 1919 r. miała istotne znaczenie dla utrzymania niepodległości przez Łotwę.

## Tło wydarzeń
Zachodnia Armia Ochotnicza dowodzona przez Pawła Bermondta-Awałowa we wrześniu 1919 r. liczyła ok. 40-50 tys. żołnierzy. W ogromnej większości byli to ludzie służący wcześniej w niemieckiej Żelaznej Dywizji i innych jednostkach niemieckich, które w 1918 r. wspierały Republikę Łotewską w walkach przeciwko Armii Czerwonej, a następnie podjęły próbę podporządkowania Republiki Łotewskiej Niemcom. Bitwa pod Kiesią w czerwcu 1919 r., w której armia estońska, sojusznicza wobec Łotwy, pokonała wojska niemieckie, uniemożliwiła realizację tych planów. Na mocy rozejmu w Strazdumuiža Niemcy zostali zobowiązani do opuszczenia ziem łotewskich. Faktycznie niemieckie dowództwo nakazało swoim żołnierzom przechodzenie do białej rosyjskiej armii Bermondta-Awałowa, ześrodkowanej w Mitawie i formalnie wchodzącej w skład Armii Północno-Zachodniej gen. Nikołaja Judenicza.
Bermondt-Awałow nie zamierzał wypełnić rozkazów gen. Judenicza, który chciał, by Zachodnia Armia Ochotnicza włączyła się do planowanej ofensywy przeciwko Rosji Radzieckiej, z terytorium Estonii na Piotrogród. 21 września 1919 r. Judenicz skierował do Bermondta rozkaz przejścia na front narewski, jednak Bermondt zignorował go. Judenicz 26 września osobiście przybył do Mitawy, jednak podczas bezpośredniego spotkania Bermondt ponownie odmówił wykonania rozkazu. Żądał, by rząd niepodległej Łotwy umożliwił mu zamiast tego przemarsz przez kontrolowaną przez siebie Liwonię i uderzenie na Łotewską Socjalistyczną Republikę Radziecką, która po walkach z Estończykami na przełomie maja i czerwca tego roku zajmowała już tylko obszar Łatgalii. Bermondt uważał postawę Judenicza, który był skłonny zgodzić się na niepodległość Litwy, Łotwy i Estonii, za kapitulancką. Sam był przekonany, że państwa bałtyckie nie miały prawa oderwać się do Rosji. Zamierzał opanować ziemie łotewskie, by uczynić z nich bazę wypadową do walki z Rosją Radziecką i w przyszłości włączyć je do białej Rosji.
Obserwując działania Bermondta, rząd łotewski w ostatnich dniach września podjął przygotowania do obrony Rygi. Był w tych działaniach wspierany przez Wielką Brytanię - grupa brytyjskich oficerów wstąpiła na służbę w armii łotewskiej, by pokierować pracami fortyfikacyjnymi na linii Dźwiny. 27 września w Rydze ogłoszono mobilizację wszystkich mężczyzn z roczników 1892-1900. 1 października mobilizację ogłoszono w Lipawie, 3 października – w całym powiecie ryskim, a dzień później – w powiecie grobińskim. Rząd łotewski przeniósł się 25 km na północny wschód od stolicy, do Garkalne.

## Przebieg bitwy
Front ryski obsadziła łotewska 2 Dywizja dowodzona przez płk. Jorģisa Zemitānsa (z wyłączeniem 4 Pułku Wolmarskiego, który pozostawał w Jełgawie) oraz jeden batalion formowanej jeszcze 3 Dywizji dowodzonej przez płk. Krišjānisa Berķisa. Dwa kolejne bataliony 3 Dywizji bronić miały Kurlandii, w tym Lipawy, w razie gdyby Bermondt-Awałow postanowił uderzać w jej kierunku. 8 października 1919 r. Bermondt-Awałow wydał Zachodniej Armii Ochotniczej rozkaz natarcia na całej długości frontu. 1 Korpus Rosyjski pod dowództwem płk. Jewrieinowa uderzać miał z kierunku Sloki wzdłuż wybrzeża Bałtyku, obchodząc jezioro Babite i kierując się na ujście Dźwiny. Z rejonu Mitawy na Rygę Bermont-Awałow skierował Żelazną Dywizję pod dowództwem mjr. Josefa Bischoffa. Na prawym skrzydle sił Bermondta-Awałowa działał Legion Niemiecki kpt. von Sieverta, którego siły zostały rozdzielone: część jednostek uderzała na Ķekavę z rejonu Bauskiej, druga część - na Jēkabpils.
Jeszcze 8 października 1 Korpus Rosyjski zajął Slokę. Tym samym jednostki łotewskie pod Rygą i w Kurlandii zostały rozdzielone. Tego samego dnia rząd łotewski oficjalnie zwrócił się do Wielkiej Brytanii i Stanów Zjednoczonych o pomoc wojskową. 9 października na Dźwinę wpłynęło osiem brytyjskich i francuskich okrętów operujących do tej pory w Zatoce Fińskiej, gdzie skierowano je dla wspierania ofensywy białych na Piotrogród. 10 października 1919 r. siły Bermondta-Awałowa osiągnęły linię Dźwiny, opanowując lewobrzeżną część Rygi i kierując się dalej ku ujściu Dźwiny i twierdzy Dyjament. 2 Dywizja Zemitānsa nie była w stanie utrzymać swoich pozycji i wycofała się, a jej dowódca wydał rozkaz odwrotu nad Juglę. Łotysze zdołali utrzymać na lewym brzegu Dźwiny jedynie przyczółki, wysadzili również most kolejowy na rzece. Wojska łotewskie wspierali ochotnicy, w tym młodzież. 12 października, dla podniesienia morale obrońców, rząd łotewski powrócił z Garkalne do Rygi. Tego samego dnia głównodowodzący wojsk łotewskich gen. Dāvids Sīmansons odwołał Jorģisa Zemitānsa ze stanowiska. Nowym dowódcą 2 Dywizji został Mārtiņš Peniķis.
14 października wojska łotewskie podjęły próbę przejścia do kontrataku. Działania łotewskie wspierały okręty brytyjskie i francuskie z Dźwiny, jednak kontrnatarcie nie przyniosło większych sukcesów. Łotysze zdołali jedynie utrzymać przyczółki mostowe. 15 października Bermondt-Awałow wezwał dowodzącego okrętami kontradmirała Brissona do przerwania ostrzału swoich sił, zapowiadając, że poinformuje adm. Aleksandra Kołczaka i gen. Antona Denikina o tym, jak alianci działają przeciwko białym Rosjanom. Gdy alianci zignorowali wezwanie, Bermondt-Awałow nakazał ostrzelać okręty z ciężkiej artylerii. Wówczas wycofały się one z portu w ujściu Dźwiny.
16 października 1919 r. gen. Sīmansons zrezygnował ze stanowiska głównodowodzącego armii łotewskiej, uzasadniając tę decyzję chorobą. Zastąpił go wówczas gen. Janis Balodis.

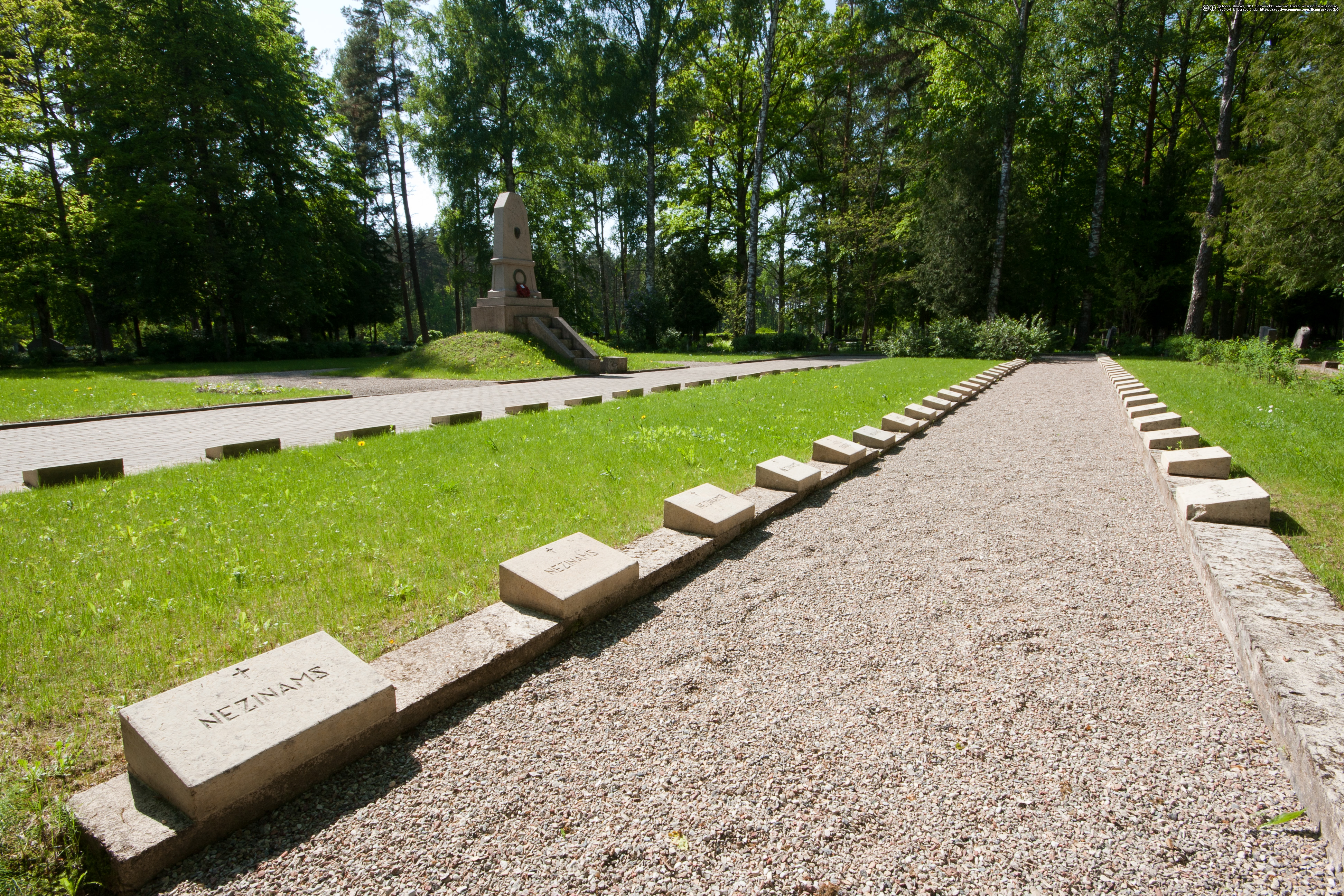
Nagrobki poległych żołnierzy łotewskich walczących przeciwko armii Bermondta-Awałowa, cmentarz leśny w Jełgawie

18 października żołnierze łotewscy odparli kolejny atak Bermondta-Awałowa na przyczółki mostowe. Tego samego dnia pod osłoną alianckich dział wojska łotewskie sforsowały Dźwinę na terenie jej ujścia, a następnie odbili obszar twierdzy Dyjament z przyległym osiedlem oraz sąsiednią osadę Bolderāja. W tym samym czasie na południowy wschód od Rygi, pod Kekavą, wojska łotewskie przeszły do kontrnatarcia. Do kontrataku Łotysze przeszli również pod Jaunjelgavą, stwarzając zagrożenie dla lewego skrzydła Legionu Niemieckiego, którego celem był Jekabpils. Łotysze przejęli kontrolę nad stacjami kolejowymi Taurkalne i Daudzeva, na trasie z Mitawy do Jekabpilsu. W Kurlandii Korpus Ochotniczy Plehwe również nie zdołał osiągnąć stawianych przed nim przez dowództwo Zachodniej Armii Ochotniczej zadań.

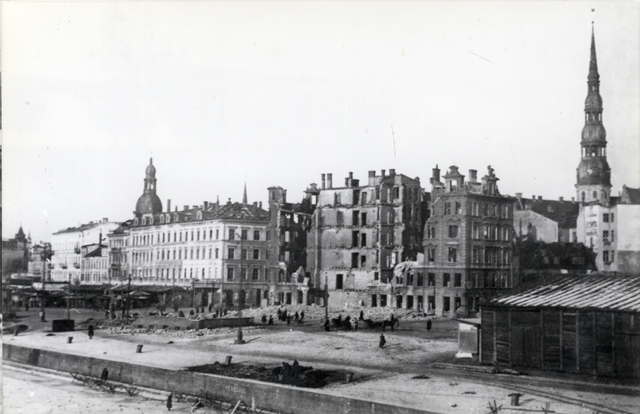
Zniszczone zabudowania na prawym brzegu Dźwiny po ostrzale artyleryjskim wojsk Bermondta-Awałowa

Oddziały Bermondta-Awałowa ponawiały jeszcze próby przekroczenia Dźwiny w samej Rydze, jednak próby te były odpierane. W dniach 17-19 października obie strony prowadziły intensywną wymianę ognia artyleryjskiego, co doprowadziło do licznych pożarów zabudowy miejskiej Rygi. Pozycje Zachodniej Armii Ochotniczej ponownie ostrzeliwały z Dźwiny okręty alianckie. Już 17 października Bermondt-Awałow, widząc brak postępów i upadające morale swoich podkomendnych, zwrócił się do rządu łotewskiego z prośbą o rozejm. Dwa dni później została ona odrzucona. Pokonana Zachodnia Armia Ochotnicza wycofała się przez Litwę do Prus Wschodnich. 29 października, wobec klęski Bermondta, rząd niemiecki nakazał wszystkim obywatelom niemieckim walczącym w jego armii powrót do kraju pod rygorem utraty obywatelstwa, zaś Żelazną Dywizję i inne jednostki, które wcześniej przeszły do Zachodniej Armii Ochotniczej, wykreślono z szeregów armii niemieckiej. Przerwano też werbunek do tych oddziałów.
Zwycięstwo Republiki Łotewskiej nad armią Bermondta zostało upamiętnione w nazwie parku na Zadźwiniu w Rydze - Parku Zwycięstwa.